# NCIS: Los Angeles (4.ª temporada)
A quarta temporada de NCIS: Los Angeles começara em 25 de setembro de 2012.

## Elenco
| Personagem              | Ator/atriz           | Cargo                            | Principal |
| ----------------------- | -------------------- | -------------------------------- | --------- |
| G. Callen               | Chris O'Donnell      | Agente especial do NCIS          |           |
| Sam Hanna               | LL Cool J            | Agente Especial do NCIS          |           |
| Kensi Blye              | Daniela Ruah         | Agente Especial do NCIS          |           |
| Marty Deeks             | Eric Christian Olsen | Detetive de Ligação LAPD - NCIS  |           |
| Henrietta "Hetty" Lange | Linda Hunt           | Gerente de Operações do NCIS     |           |
| Eric Beal               | Barrett Foa          | Operador técnico do NCIS         |           |
| Nell Jones              | Renée Felice Smith   | Analista de Inteligencia do NCIS |           |

## Episódios
| Sequência | Episódios | Título              | Direção             | Escrito por                      | Data de exibição        | Audiência EUA (em milhões) |
| --- | --------- | ------------------- | ------------------- | -------------------------------- | ----------------------- | -------------------------- |
| 73 | 1         | "Endgame"           | Terrence O'Hara     | Shane Brennan                    | 25 de setembro de 2012  | 16.74                      |
| Na sequência do season finale anterior, Callen é suspenso por haver atirado no Camaleão, e Hetty se demite. No entanto, revela-se que a morte do Camaleão fora na verdade encenada. |           |                     |                     |                                  |                         |                            |
| 74 | 2         | "Recruit"           | James Whitmore, Jr. | R. Scott Gemmill                 | 2 de outubro de 2012    | 14.91                      |
| Restos mortais de um ex-Fuzileiro são encontrados em uma fábrica de bombas no Afeganistão. A equipe deve investigar se o fuzileiro traiu ou não seu país. |           |                     |                     |                                  |                         |                            |
| 75 | 3         | "The Fifth Man"     | John P. Kousakis    | Dave Kalstein                    | 9 de outubro de 2012    | 15.18                      |
| Após um atentado matar quatro desenvolvedores do projeto de um sistema de defesa contra ataques terroristas, a equipe OSP precisa proteger a possível quinta vítima. |           |                     |                     |                                  |                         |                            |
| 76 | 4         | "Dead Body Politic" | Tony Wharmby        | Jordana Lewis Jaffe              | 23 de outubro de 2012   | 16.53                      |
| Um atropelamento e fuga revela uma possível conspiração para matar candidatos ao Senado americano. |           |                     |                     |                                  |                         |                            |
| 77 | 5         | "Out of the Past"   | Dennis Smith        | Frank Military                   | 30 de outubro de 2012   | 16.28                      |
| Quando um antigo colega supostamente comete suicídio por enforcamento, Sam é obrigado a encarar seu passado. |           |                     |                     |                                  |                         |                            |
| 78 | 6         | "Rude Awakenings"   | Karen Gaviola       | Frank Military                   | 13 de novembro de 2012  | 15.77                      |
| Na sequência do episódio anterior, a equipe descobre que traficantes apoderaram-se de várias armas nucleares que pretendem vender a países inimigos. A verdade sobre Michele, a esposa de Sam, finalmente é revelada. Personagem recorrente: Aunjanue Ellis como Quinn (Michele Hanna) |           |                     |                     |                                  |                         |                            |
| 79 | 7         | "Skin Deep"         | Paul A. Kaufman     | Gil Grant                        | 20 de novembro de 2012  | 15.13                      |
| A morte de um cientista civil da Marinha leva a equipe a uma complicada trama de espionagem e alta tecnologia. Callen liga-se a uma testemunha chave ao descobrir que ambos tiveram educação similar. |           |                     |                     |                                  |                         |                            |
| 80 | 8         | "Collateral"        | Kate Woods          | Cheo Hodari Coker                | 27 de novembro de 2012  | 14.49                      |
| O passado de Hetty ressurge durante uma investigação do NCIS sobre a morte de um agente aposentado da CIA que havia trabalhado com Hetty nos anos 80. |           |                     |                     |                                  |                         |                            |
| 81 | 9         | "The Gold Standard" | Tony Wharmby        | Joseph C. Wilson                 | 11 de dezembro de 2012  | 15.12                      |
| Um carregamento de ouro, destinado ao pagamento de juros da dívida dos EUA com a China, desaparece. A equipe investiga a possível ocorrência de terrorismo econômico com graves consequências para a economia americana. |           |                     |                     |                                  |                         |                            |
| 82 | 10        | "Free Ride"         | Jonathan Frakes     | Tim Clemente and R. Scott Gemmil | 18 de dezembro de 2012  | 15.48                      |
| Callen, Sam, Kensi e Deeks são obrigados a passar o Natal em um navio para investigar a morte de um Agente do NCIS embarcado. Enquanto Sam lamenta não poder passar as festas com sua família, Deeks sente-se enciumado com as atenções de um Tenente para Kensi. Nell tenta convencer Eric a vestir-se de duende para acompanhá-la a uma festa infantil. |           |                     |                     |                                  |                         |                            |
| 83 | 11        | "Drive"             | Steven DePaul       | Joe Sachs                        | 8 de janeiro de 2013    | 17.90                      |
| Para investigar um esquema de transporte ilegal de carros com ligações com um grupo terrorista na Ásia, a equipe recorre a um antigo informante de Deeks. |           |                     |                     |                                  |                         |                            |
| 84 | 12        | "Paper Soldiers"    | Terrence O'Hara     | Jordana Lewis Jaffe              | 15 de janeiro de 2013   | 17.63                      |
| Uma viúva perturbada pede que Callen e Sam investiguem as circunstâncias da morte em combate de seu marido Fuzileiro. Quando Hetty convoca o Psicólogo operacional Nate Getz, a equipe pressente uma nova avaliação psicológica a caminho. Personagem recorrente: Peter Cambor como Nate Getz |           |                     |                     |                                  |                         |                            |
| 85 | 13        | "The Chosen One"    | Paul A. Kaufman     | Cheo Hodari Coker                | 29 de janeiro de 2013   | 17.30                      |
| Callen infiltra-se em uma célula de um grupo terrorista checheno que planeja um atentado em território americano. |           |                     |                     |                                  |                         |                            |
| 86 | 14        | "Kill House"        | Larry Teng          | Dave Kalstein                    | 5 de fevereiro de 2013  | 16.67                      |
| A equipe se disfarça como uma força tática de elite para investigar uma emboscada armada contra o líder de um cartel de drogas com ligações terroristas. Quando eles perdem contato com Nell, suspeitam que ela tenha sido feita refém. |           |                     |                     |                                  |                         |                            |
| 87 | 15        | "History"           | James Whitmore, Jr. | Scott Sullivan                   | 19 de fevereiro de 2013 | 16.27                      |
| A morte de um antigo membro de um grupo terrorista doméstico dos anos 70 chamado "Gun Barrel Party" leva a equipe OSP a investigar uma possível conexão com um grupo anarquista atual para a prática de uma ataque a bomba. |           |                     |                     |                                  |                         |                            |
| 88 | 16        | "Lokhay"            | Diana C. Valentine  | Joseph C. Wilson                 | 26 de fevereiro de 2013 | 17.02                      |
| Callen preocupa-se com o envolvimento pessoal de Sam ao investigar o desaparecimento do sobrinho de um amigo afegão que salvara sua vida anos antes. |           |                     |                     |                                  |                         |                            |
| 89 | 17        | "Wanted"            | Chris O'Donnell     | R. Scott Gemmill                 | 5 de março de 2013      | 16.24                      |
| Sam preocupa-se com a segurança de sua família quando Michele precisa reassumir seu antigo disfarce da CIA para investigar o infame Sidorov e suas armas nucleares roubadas. |           |                     |                     |                                  |                         |                            |
| 90 | 18        | "Red"               | Tony Wharmby        | Shane Brennan                    | 19 de março de 2013     | 16.84                      |
| Callen e Sam juntam-se à equipe Red, um grupo itinerante de agentes do NCIS, para investigar uma execução que revela a existência de um plano terrorista similar ao 11 de Setembro. Observação: o episódio seria o piloto de uma série spin-off, NCIS:Red, cuja produção no entanto acabou sendo cancelada pela CBS. |           |                     |                     |                                  |                         |                            |
| 91 | 19        | "Red-2"             | Tony Wharmby        | Shane Brennan                    | 26 de março de 2013     | 14.53                      |
| As equipes OSP e Red prosseguem seus esforços para identificar e deter o terrorista. Enquanto isso, todos suspeitam de um romance entre Callen e a líder da equipe Red, Paris Summerskill (Kim Raver). |           |                     |                     |                                  |                         |                            |
| 92 | 20        | "Purity"            | Eric Laneuville     | Joe Sachs                        | 9 de abril de 2013      | 14.10                      |
| Depois que dois fuzileiros morrem por intoxicação por cianeto após beberem água, a equipe investiga se foi um caso isolado ou um teste para envenenamento em larga escala. |           |                     |                     |                                  |                         |                            |
| 93 | 21        | "Resurrection"      | Eric A. Pot         | Dave Kalstein and Gil Grant      | 23 de abril de 2013     | 14.22                      |
| Quando o corpo de um chefe de cartel de drogas desaparece do necrotério, a equipe é convocada para recuperar o corpo e identificar se houve uma falha da equipe DEA que investigou o caso. |           |                     |                     |                                  |                         |                            |
| 94 | 22        | "Raven & The Swans" | Robert Florio       | R. Scott Gemmill                 | 30 de abril de 2013     | 13.07                      |
| O passado de Hetty volta à tona quando a equipe investiga o desaparecimento de um antigo agente do NCIS, que investigava o roubo de equipamentos usados para desenvolvimento de armas nucleares. |           |                     |                     |                                  |                         |                            |
| 95 | 23        | "Parley"            | John P. Kousakis    | Cheo Hodari Coker                | 7 de maio de 2013       | 13.18                      |
| Deeks atua disfarçado para obter informações sobre o infame traficante de armas russo Sidorov, mas sua colaboradora leva a investigação para um rumo perigoso. Kensi enfrenta novas emoções ao perceber o envolvimento entre Deeks e sua parceira no caso. |           |                     |                     |                                  |                         |                            |
| 96 | 24        | "Descent"           | Terrence O'Hara     | Frank Military                   | 14 de maio de 2013      | 13.52                      |
| Uma explosão coloca a busca pelas armas nucleares roubadas no topo do radar do OSP. Hetty modifica as parcerias da equipe: Callen e Kensi são enviados para investigar fora do país, enquanto Sam junta-se a sua esposa, Michele. O episódio se encerra em um cliffhanger, quando Deeks é brutalmente torturado por Isaak Sidorov e seus homens para entregar o nome do agente infiltrado (Michele), enquanto o indefeso Sam assiste a tudo sem poder interferir. |           |                     |                     |                                  |                         |                            |